# Alauites
Els nussairites (de l'àrab النصيري, an-nuṣayrī) o, des que entraren en contacte amb els francesos al començament del segle xix, els alauites (de l'àrab العلوي, al-ʿalawīiyya) són un grup religiós derivat del xiisme, tot i que es considera sovint prou diferent de la resta de l'Islam per no incloure's en aquesta categoria. Està estès per Síria occidental (la costa) i el sud de Turquia. A Síria formen el 10% de la població i tenien el poder polític amb Al-Assad; a Turquia viuen principalment a la província de Hatay. Hi ha també algunes comunitats al Líban.

## Història
El fundador fou Muhàmmad ibn Nussayr an-Namirí al-Abdí, mort el 884. El 859, quan el califat estava en decadència i la propaganda xiïta al seu zenit, Muhàmmad ibn Nussayr es va declarar bab («emanació o manifestació») del desè imam Alí an-Naqí, encarnació de l'Esperit Sant i profeta. L'onzè imam al-Hàssan al-Askarí (mort el 874) li va confiar una nova revelació que fou el nucli de la doctrina alauita. Inicialment el grup fou conegut com a An-Namiriyya (per la nisba d'Ibn Nussayr) i a partir del segle xi com An-Nussayriyya.
Al segle x van tenir el seu centre a Alep, a Síria. El 1032 el cap local del grup, Surur ibn al-Qàssim at-Tabaraní, va abandonar Alep i va establir-se a Laodicea que era romana d'Orient. La dinastia local dels Banu Tanuh va adoptar les doctrines nussayrites i At-Tabaraní va convertir els camperols de la muntanya que potser encara no eren musulmans. Va morir a Latakia vers 1034/1035; la seva tomba és venerada a la mesquita d'As-Saraní, no lluny del port.
Al segle xii l'oest de Síria fou sotmès pels croats però la penetració del cristianisme hi fou feble; els croats parlaven dels «nossorites». A partir de 1132/1133, els ismaïlites nizarites es van apoderar d'algunes fortaleses i van ser hostils als nussairites. Una mena de « concilis » organitzats a Ana, a l'Eufrates mitjà, i el 1291 a Safita, van intentar la reconciliació entre els dos grups, però foren un fracàs. El 1188 Saladí va ocupar Jeblé, Lataquia i el Sahyun i el domini aiúbita va durar fins al 1220; llavors uns beduïns procedents del Jebel Sinjar van anar a la zona per ajudar els nussayrites contra els nizarites. D'aquests beduïns descendeixen les tribus Haddadiyya, Matawira, Mahaliba i Darawisa, i Numaylatiyya i Banu Ali.
El sultà del Caire Bàybars I va voler convertir els alauites al sunnisme però això va acabar provocant una revolta, que va haver de ser reprimida per la força. Qalawun va reforçar aquesta política, però els alauites van aguantar i sota els otomans la pressió va disminuir. Empesos per la misèria van organitzar bandes que saquejaven i extorsionaven la regió; hi havia molts ajustos de comptes amb els ismaïlites destacant el de 1808 quan l'emir de Masyaf fou assassinat per dos alauites. Quan el govern turc va voler controlar les muntanyes el 1854, va nomenar un cap local, el musir al-Jabal Ismail Beg com a governador del districte de Safita; es va instal·lar a Dreykiche i va posar final a les lluites entre famílies rivals sotmetent als qui s'oposaven a la seva autoritat. A canvi d'un tribut establert, els va deixar tot el poder sobre el territori; però se'l va considerar massa poderós i fou destituït el 1858 per Tahir Paixà. Diverses vegades els otomans van assolar el país i hi van construir mesquites delmant les tribus, especialment el 1870 i 1877, però els alauites no van acceptar mai el sunnisme i ningú anava a les mesquites.

Mapa dels estats del mandat francès el 1921–22 (estat alauita en violeta).

Després de la Primera Guerra Mundial els francesos, que van rebre el mandat de Síria, van crear un «Territori dels Alauites» per a aquest grup religiós. Durant uns anys van exaltar el seu nacionalisme i van rebutjar ser considerats àrabs, proclamant-se un poble diferenciat originat en els fenicis. Sota el domini dels francesos van entrar a l'exèrcit i van ocupar els principals llocs a la independència. Amb la família dels Al-Assad van arribar al poder a Síria.

## Doctrina
La seva religió és basada en el sentit ocult (batin o ensenyament esotèric); la massa dels fidels ignoren el sentit darrer del missatge diví reservat només als iniciats, pel que és difícil tenir certeses sobre les seves creences. Tenen una doctrina trinitària a la qual els dos darrers són hipòstasis del primer: 
- el Ma'na (essència divina)
- el Ism ("Nom, Verb, la veu profètica que revela el Ma'na ocult)
- el Bab (que té el paper d'iniciador als misteris religiosos).

Per als alauites Alí ibn Abi-Tàlib és l'encarnació de Déu, de naturalesa divina i es manifesta com a imam. Creuen en el pas de l'Esperit Sant en la successió dels imams xiïtes i són antinòmics. Rebutgen la xaria i les obligacions de l'islam com el pelegrinatge (hajj). El seu llibre sant és el Kitab al-Makhmú que s'uneix a l'Alcorà.
La cosmogonia alauita és dialèctica: a l'inici dels temps les ànimes dels creients eren llums entorn de Déu i l'alabaven, però després es van revoltar i van dubtar de la seva divinitat i foren enviats a la terra on van quedar tancades en cossos materials condemnats a la metempsicosi però amb una oportunitat de rescat: Déu els apareix al llarg de la història i els commina a l'obediència; a cada teofania Déu és l'essència (ma'na) i està acompanyat de dos hipòstasis que li estan subordinades: el nom (ism), el vel (hijab) i la porta (bab). Han estat Ma'na Abel, Set, Josep, Josuè, sant Pere i Alí, i després tots els imams fins a l'onzè (Al-Hàssan al-Askarí).
El hijab que cobreix la vertadera naturalesa de Déu i compleix la seva voluntat, han estat Adam, Noè, Jacob, Moisès, Salomó, Jesús i Mahoma; cadascun està acompanyat d'un bab que revela la vertadera naturalesa de Déu, intermediari entre la divinitat oculta i els creients iniciats.
La trinitat central és sempre aquella que té Alí per ma'na, Mahoma per hijab, i Salman al-Farisí per bab. Els onze imams són les següents encarnacions del ma'na, els seus hijab són els califes i uns abwad revelen la seva naturalesa divina; així Muhàmmad ibn Nussayr és el bab del darrer imam; el qui reconeix al ma'na està salvat, alliberat del cicle, i la seva ànima esdevé estel i retorna a través dels set cels cap al gaya, el destí final, la contemplació (mu'ayana) de la llum divina. La reencarnació pot ser un càstig, ja que l'ànima que sobrepassa les ordres d'Alí s'ha de reencarnar en un jueu, un sunnita o un cristià (o encara pitjor, en un animal) fins a ser purificada.
Sembla que a més de en la història es troba a la trinitat principal als estels; les interpretacions són divergents: segons René Dussaud, hi ha quatre punts de vista diferents que formen altres tantes sectes: haidarites, que identifiquen Mahoma al Sol i Salman a la Lluna; xamalites, que identifiquen Alí al cel i resideix al Sol que representa a Mahoma; ghaibites, que pensen que les hipòstasis manifestades són invisibles a l'atmosfera; i els qalazites que conserven vestigis d'antics cultes lunars. Sir Edward Evan Evans-Pritchard diu que els xamalites en realitat formen part dels hidarites.

## Pràctiques
Els alauites circumciden els nens, els quals s'inicien cap als quinze anys. Se'ls designen uns pares espirituals i un xeic que els dona ensenyament. Practiquen el sawm i celebren la festa musulmana de l'Id as-Saghir, les festes cristianes de Nadal i l'Epifania, i a més a més, com els altres xiïtes, l'aixura, que commemora el martiri d'Al-Hussayn ibn Alí ibn Abi-Tàlib a Karbala. Les dones en són excloses i no poden participar en els ritus. Conserven alguns costums pagans, com el culte als llocs singulars (llocs alts, fonts, certs arbres verds, etc.). També reten culte a sants i a les seves tombes o qibab (en singular qubba).
Fa pocs anys els alauites no es consideraven part de l'islam, però Hafez al-Assad va aconseguir que l'imam Mussa as-Sadr promulgués una fàtua que reconeixia els alauites com una comunitat xiïta, ja que segons la constitució de Síria un no-musulmà no podia ser president.